# Jérôme D'Souza
Pour les articles homonymes, voir D'Souza.
Jérôme D’Souza, né le 6 août 1897 à Mangalore, dans le Karnataka (Inde) et décédé le 12 août 1977  à Dindigul, Tamil Nadu (Inde) était  un prêtre jésuite indien, éducateur, homme d’état et membre de l’Assemblée constituante indienne de 1946-1949. Son influence permit d’y obtenir un statut équilibré pour les minorités religieuses et ethniques du pays.

## Biographie
Né à Moolki (Mangalore), dans une famille catholique nombreuse, Jérôme grandit dans une atmosphère qui forme en lui l’intérêt intellectuel et l’apprentissage des langues. Il en maîtrisera progressivement plusieurs : français, espagnol, italien et allemand, sans compter l'anglais et au moins deux langues indiennes, le kannada et le tamoul. 
Après des études secondaires et universitaires au collège et facultés Saint-Louis de Mangalore et ensuite Saint-Joseph de Tiruchirapalli, il fait deux années de littérature anglaise à l’université de Madras. Il enseigne une année à Tiruchirappalli avant de demander son admission dans la Compagnie de Jésus. Il commence son noviciat le 28 mai 1921 à Shembaganur.  
Il suit le curriculum de la formation jésuite, faisant ses études de théologie avec les jésuites français à Enghien (Belgique) où il est ordonné prêtre le 30 août 1931.

### Professeur et éducateur
De retour en Inde en 1933, il enseigne aux facultés Saint-Joseph (Tiruchirappalli) où il fut étudiant quelques années auparavant. En quelques années, il en devient le recteur académique et supérieur religieux. Excellent administrateur, D’Souza est également un orateur convaincant. L’attention de Chakravarti Râjagopâlâchâri (connu sous le nom de Rajaji) alors président du congrès national indien, en est attirée. 
En 1942, nommé recteur du Loyola College de Madras, D’Souza est bientôt associé aux consultations conduisant à l'établissement légal de l'université de Madras (Chennai). Lorsqu’il est décidé de former une assemblée constituante qui travaillerait sur un projet de constitution pour une Inde indépendante  - l'indépendance de l'Inde étant proche - le nom de Jérôme D’Souza est proposé par le même Rajaji à l’assemblée législative régionale de Madras. Après consultation de ses supérieurs religieux - le poste ayant une dimension politique - D’Souza accepte cette nomination. Le 28 juillet 1946 il est élu à l’assemblée constituante par le ‘Madras State’ (aujourd’hui ‘Tamil Nadu’). 

### Membre de l’Assemblée Constituante (1946-1951)
Ses interventions à l’assemblée constituante (qui, après 1947, devient le parlement indien) font montre d’une grande franchise d’esprit. Avec le protestant H.C. Mukherjee, D’Souza convainc les évêques et la communauté chrétienne en général d'abandonner la proposition d’un électorat séparé (avec sièges réservés au parlement), et d’opter délibérément pour la confiance envers la majorité, car, selon lui, « les droits des minorités, (particulièrement de culte et d'éducation, sont protégés par le texte proposé ». C'est sans doute grâce à sa persuasion que le droit de pratiquer et propager sa religion est inclus dans la Constitution du pays comme droit appartenant à tout citoyen de l'Inde. 
À Delhi, il gagne la confiance et l'admiration du premier ministre, Pandit Nehru, qui le consulte fréquemment, particulièrement lorsqu’il s’agit de questions concernant l’éducation nationale.

### Diplomate (1951-1957)
À l'initiative de Nehru, il est plusieurs fois sollicité pour intervenir dans des négociations diplomatiques délicates.   
1. Lors des négociations avec le Saint-Siège et le Portugal pour mettre définitivement fin au système du ‘Padroado' qui donnait au Portugal un poids excessif dans la procédure de nomination des évêques catholiques en Inde.
2. Avec le gouvernement français pour en obtenir un transfert paisible vers la nouvelle Inde indépendante des comptoirs coloniaux français (Chandernagor, Pondichéry, Mahé, Kârikâl, etc.). Ce fut fait en 1954.
3. Par quatre fois, Jérôme D’Souza est membre de la délégation indienne aux assemblées générales annuelles des Nations unies.

### Assistant du Supérieur Général
Sa maîtrise des langues étrangères et son éloquence, comme sa courtoisie legendaire et toujours respectueuse de l’opinion d’autrui lui ouvrent beaucoup de portes: il est souvent invité à donner des entretiens et des conférences sur la culture, l'histoire et la politique indiennes, dans diverses régions du monde. 
La Compagnie de Jésus s’engageant plus directement dans l’apostolat social, le Supérieur Général, Jean-Baptiste Janssens lui demande de créer un Institut de recherches et action sociales en Inde. S’assurant la collaboration du jésuite belge Jean-Baptiste Moyersoen, Jérôme D’Souza fonde cet institut à Pune en 1951. L’Indian Social Institute est transféré à New-Delhi en 1960. 
En 1957, alors qu’il est recteur du scolasticat jésuite de Shembaganur (Inde du Sud), Jérôme D’Souza participe à la 30e Congrégation générale de la Compagnie de Jésus, comme délégué des jésuites de la province du Maduré. Il y est élu Assistant du Supérieur Général, Jean-Baptiste Janssens, pour les affaires indiennes et asiatiques. Il reste à ce poste, à Rome, jusqu’en 1968.
Revenu en Inde en 1968 et résidant au Loyola College, il continue à donner conférences et cours, et a écrire livres et articles. Il meurt à Dindigul, le 12 août 1977. Jérôme D’Souza était le jésuite indien le mieux connu des premières années de l’Inde indépendante. 
En 1997, à l'occasion du centenaire de sa naissance, les services postaux indiens émettent un timbre à son effigie.

## Écrits
- La vie et l'œuvre de Rabindranath Tagore, in Étvdes, vol.217 (1933), pp.513-529, 673-694 (OCLC 468910015).
- Sardar Panikkar and the Christian Missions, Trichy-Dindigul, 1957 (OCLC 15692411).
- The Church and Civilization, Garden City, 1967 (OCLC 1129715).
- Speeches and Writinsg, Madras, 1972 (OCLC 28793838).